# Foute Vrienden (Belgisch televisieprogramma)
Foute Vrienden is een komisch tv-programma dat op 21 maart 2013 van start ging op de Vlaamse televisiezender 2BE.

## Opzet
Het programma draait om de vier komieken Begijn le Bleu, Jeron Dewulf, Thomas Smith en Steven Goegebeur (in het derde seizoen vervangen door Christophe Stienlet), die elkaar gênante opdrachten geven. Om de beurt voert een van hen een opdracht uit, terwijl de andere drie zeggen wat hij moet doen. Per aflevering wordt bepaald wie van de vier zijn opdrachten het minst goed heeft uitgevoerd en daarmee de aflevering verloren heeft. De opdracht van de "verliezer" is meestal de ergste. Bij een gelijkspel kiezen de twee overige wie de straf krijgt. Het programma is gebaseerd op Impractical Jokers uit de Verenigde Staten.

## Geschiedenis
De populariteit van het programma steeg nadat Begijn le Bleu in een aflevering een auditie moest doen voor het programma So You Think You Can Dance. De aflevering van die avond had een marktaandeel van 17,3% in de doelgroep 18-44 jaar.
Begin 2016 liet Begijn le Bleu weten dat hij de reeks zou verlaten.
Een film getiteld Foute vrienden kwam uit in 2015.